# Estación Lima
Lima es una estación de ferrocarril ubicada en la localidad homónima, partido de Zárate, provincia de Buenos Aires, Argentina.

## Servicios
La estación corresponde al Ferrocarril General Bartolomé Mitre de la red ferroviaria argentina.
En la década de 2000 la empresa Trenes de Buenos Aires operaba servicios en esta estación cuando iba a Rosario y a Buenos Aires.

## Reapertura
Desde el 13 de octubre de 2021 volverá a tener operaciones de pasajeros para el servicio Retiro-Rosario pero sin tener parada para los servicios Córdoba/Tucumán de la empresa estatal Trenes Argentinos Operaciones.

## Ubicación
El ferrocarril Buenos Aires - Rosario luego del estudio previo, construyó estaciones intermedias entre Zárate y Baradero, siendo una de ellas la ubicada en el km 110 con el nombre de Lima, pues así eran conocidos estos terrenos.